# Česká ragbyová extraliga 1997/1998
Extraliga 1997/98 byla nejvyšší ragbyová liga mužů v České republice, hraná od podzimu 1997 do jara 1998. Vítězem se stalo mužstvo RC Sparta Praha.

## Tabulka po základní části
| Poř. | Tým                  | Z  | V  | R | P  | CB      | 4P | -7 | B* |
| ---- | -------------------- | -- | -- | - | -- | ------- | -- | -- | -- |
| 1.   | RC Sparta Praha      | 14 | 11 | 0 | 3  | 485:151 |    |    | 36 |
| 2.   | RC Říčany            | 14 | 10 | 1 | 3  | 294:232 |    |    | 35 |
| 3.   | TJ Praga             | 14 | 9  | 1 | 4  | 462:269 |    |    | 33 |
| 4.   | JIMI RC Vyškov       | 14 | 9  | 0 | 5  | 363:309 |    |    | 32 |
| 5.   | RC RealSpektrum Brno | 14 | 8  | 1 | 5  | 371:294 |    |    | 31 |
| 6.   | RC Tatra Smíchov     | 14 | 5  | 1 | 8  | 292:305 |    |    | 25 |
| 7.   | RC Přelouč           | 14 | 2  | 0 | 12 | 135:410 |    |    | 18 |
| 8.   | RC Slavia Praha      | 14 | 0  | 0 | 14 | 185:617 |    |    | 14 |

## Finálová skupina

### Semifinále
RC Říčany – TJ Praga 16:12 a 6:18

RC Sparta Praha – JIMI RC Vyškov 20:14 a 16:10

### O 3. místo
RC Říčany – JIMI RC Vyškov 27:12 a 27:22

### Finále
RC Sparta Praha – TJ Praga 23:24 a 15:18

## Skupina o udržení
RC RealSpektrum Brno – RC Slavia Praha 53:18 a 37:16

RC Tatra Smíchov – RC Přelouč 55:0 a 38:0

### O 5. místo
RC RealSpektrum Brno – RC Tatra Smíchov 10:25 a 18:13

### Baráž
RC Zlín – RC Slavia Praha 18:20

RC Přelouč – RC Zlín 20:6

RC Slavia Praha – RC Přelouč 56:3

RC Slavia Praha – RC Zlín 78:12

RC Zlín – RC Přelouč 7:11

RC Přelouč – RC Slavia Praha 14:34

## Konečné pořadí
| Pořadí           | Tým                  |
| ---------------- | -------------------- |
| Zlatá medaile    | RC Sparta Praha      |
| Stříbrná medaile | TJ Praga             |
| Bronzová medaile | RC Říčany            |
| 4.               | RC Vyškov            |
| 5.               | RC Tatra Smíchov     |
| 6.               | RC RealSpektrum Brno |
| 7.               | RC Slavia Praha      |
| 8.               | RC Přelouč           |
| 9.               | RC Zlín              |